# Adesmus stephanus
Adesmus stephanus là một loài bọ cánh cứng trong họ Cerambycidae.